# 高卓营乡
高卓营乡，是中华人民共和国四川省乐山市马边彝族自治县下辖的一个乡镇级行政单位。

## 行政区划
高卓营乡下辖以下地区：
高卓营村、稀泥沟村、干溪村、大院子村和大河坝村。